# (5016) Migirenko
(5016) Migirenko (1976 GX3) – planetoida z pasa głównego asteroid okrążająca Słońce w ciągu 3,48 lat w średniej odległości 2,3 j.a. Odkryta 2 kwietnia 1976 roku.